# Гуров, Игорь Михайлович
И́горь Миха́йлович Гу́ров (3 сентября 1950, Ликино-Дулёво, Московская область — 5 марта 2012) — советский хоккеист, нападающий. Мастер спорта СССР. Заслуженный тренер России.
Воспитанник подмосковного хоккея, первый тренер В. Кузин. Выступал за команды «Кристалл» Электросталь (1968/69 — 1971/72, 1982/83 — 1985/86),
СКА МВО Калинин (1972/73 — 1973/74), «Ижсталь» Ижевск (1974/75, 1976/77 — 1982/83), «Химик» Воскресенск (1974/75 — 1975/76).
Двукратный чемпион РСФСР (1972, 1975). Двукратный чемпион Вооруженных сил РСФСР (1973, 1974).
Тренер «Ижстали» (1996—2001), главный тренер «Элемаша-2» (2001—2002), главный тренер белорусского «Бреста» (26 февраля — 19 ноября 2004), тренер (2004/05) и главный тренер (2005/06) «Бреста-2». Тренер «Керамина» Минск (2006—2009), главный тренер «Латгале» Даугавпилс (Латвия, 2009—2010). Вице-президент солигорского «Шахтера».
Скончался 5 марта 2012 года. Похоронен на Городском кладбище г. Ликино-Дулево.
Его судьба частично упоминается в фильме «Москва слезам не верит».